# Geranbojski rajon
Geranbojski rajon (azerski: Gədəbəy rayonu) je jedan od 66 azerbajdžanskih rajona. Geranbojski rajon se nalazi u unutrašnjosti Azerbajdžana. Središte rajona je Geranboj. Površina Geranbojskog rajona iznosi 1.760 km². Geranbojski rajon je prema popisu stanovništva iz 2009. imao 94.244 stanovnika, od čega su 46.848 muškarci, a 47.396 žene.
Geranbojski rajon se sastoji od 60 općina.